# 차오둥구 (장자커우시)

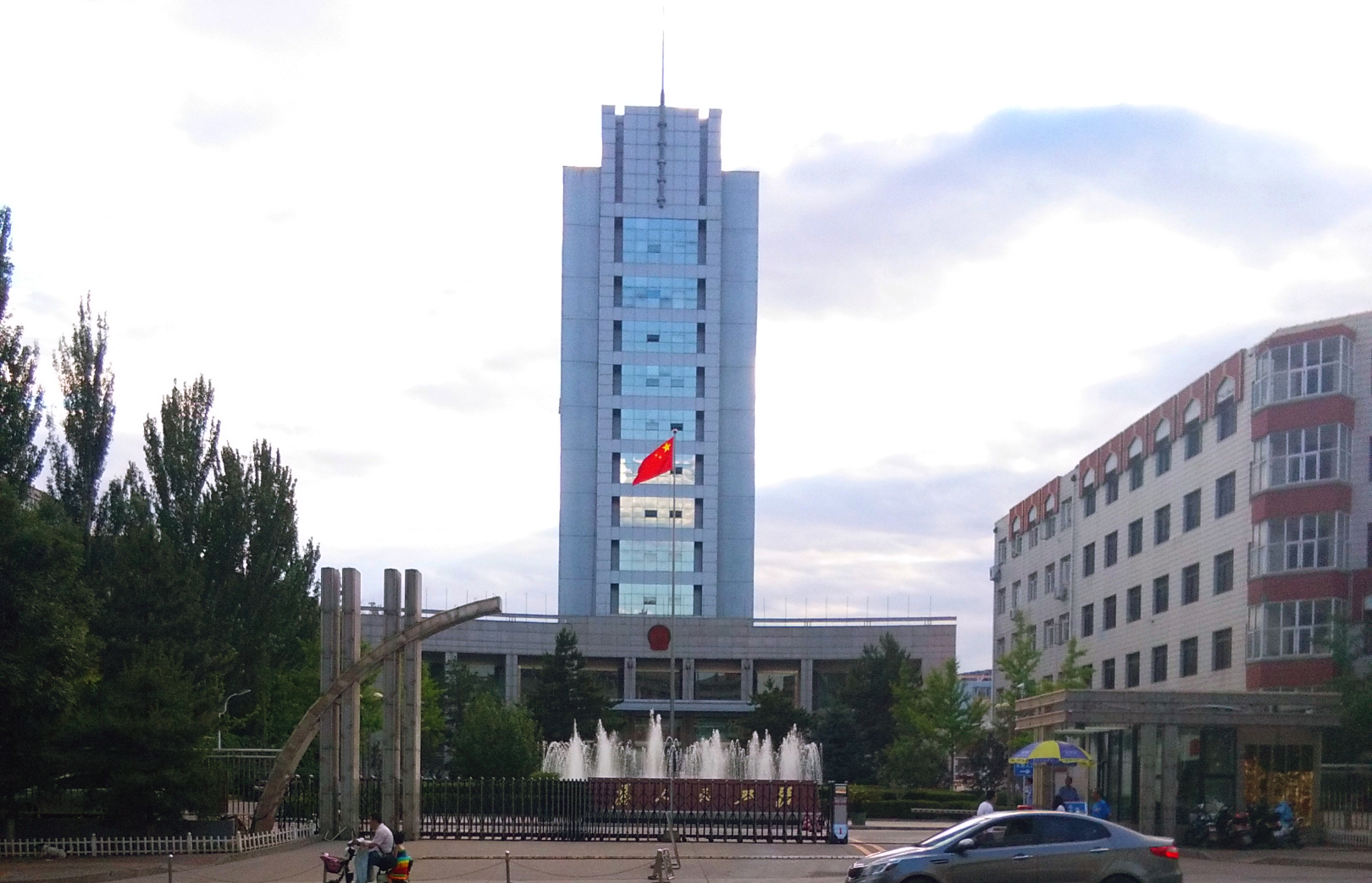

차오둥구(한국어: 교동구, 중국어: 桥东区, 병음: Qiáodōng Qū)는 중화인민공화국 허베이성 장자커우 시의 행정구역이다. 넓이는 113km2이고, 인구는 2007년 기준으로 270,000명이다.

## 행정 구역
7개 가도, 2개 진을 관할한다.
- 가도: 红旗楼街道, 胜利北路街道, 五一路街道, 花园街街道, 工业路街道, 南站街道, 马路东街道
- 진: 老鸦庄镇, 姚家庄镇